# William Vane, I duque de Cleveland
William Harry Vane, I duque de Cleveland (27 de julio de 1766 – 29 de enero de 1842), conocido como el vizconde de Barnard hasta 1792, como conde de Darlington entre 1792 y 1827, y marqués de Cleveland entre 1827 y 1833, fue un terrateniente y político inglés.

## Trasfondo y educación
El vizconde de Barnard era hijo de Henry Vane, II conde de Darlington, hijo a su vez de Henry Vane, I conde de Darlington y Lady Grace FitzRoy; Lady Grace era hija de Charles FitzRoy, II duque de Cleveland, un hijo ilegítimo del rey Carlos II y Barabara Palmer, I duquesa de Cleveland. Su madre era Margaret Lowther, hija de Robert Lowther, gobernador de Barbados y hermana de James Lowther, conde de Lonsdale. Fue bautizado en la Capilla Real del Palacio de St. James (con el nombre de William Harry, que más tarde cambió por William Henry). Fue educado en Christ Church, Oxford.

## Vida pública
Vane fue un whig, siendo miembro del parlamento por Totnes (1788 - 1790) y por Winchelsea (1790 - 1792). En este último sucedió a su padre y tomó su asiento en la Cámara de los Lores; también le sucedió como Lord Teniente del Condado de Durham, cargo que ocupó hasta su muerte. En 1810 consiguió reclamar el estado de los Pultney en Bath tras la muerte de la condesa de Bath dos años antes.[cita requerida] En 1827 se creó a su favor el marquesado de Cleveland, en recuerdo al ducado que habían poseído sus ancestros. Portó la tercera espada en la coronación del rey Guillermo IV (8 de septiembre de 1831). En 1833 se le nombró barón Raby, del castillo de Raby, en el Condado de Durham, y duque de Cleveland. Por último, en 1939 fue nombrado caballero de la Orden de la Jarretera.

## Familia
Cleveland se casó con su prima, Lady Catherine Powlett (1766 - 1807), hija de Harry Powlett, VI duque de Bolton, en el asentamiento de la familia Powlett, Hackwood Park, el 17 de septiembre de 1817. Ellos tuvieron ocho hijos:
- Henry Vane, II duque de Cleveland (1788 - 1864).
- Lady Louisa Catherine Barbara Vane (1791 - 1821), casada con el Mayor Francis Forester; tuvieron descendencia.
- William Vane, III duque de Cleveland (1792 - 1864).
- Lady Caroline Vane (1795), muerta en la infancia.
- Lady Augusta Henrietta Vane (1796 - 1874), casada con Mark Milbank; tuvieron descendencia, incluyendo Frederick Milbank.
- Lady Arabella Vane (1801 - 1864), casada con Richard Arden, III barón Alvanley.
- Harry Powlett, IV duque de Cleveland (1803 - 1891).
- Lady Laura Vane (1807 – 11 de noviembre de 1882), casada con el Teniente Coronel William Henry Meyrick; tuvieron descendencia.

Tras la muerte de Catherine en Londres, en junio de 1807, Cleveland se casó con Elizabeth Russell (c. 1777 - 1861), hija de Robert Russell, el 27 de julio de 1813. No hubo descendencia de este matrimonio. Cleveland murió en St James Square, Westminster, Londres,  en enero de 1842, a la edad de setenta y cinco años, y fue enterrado en Staindrop, Condado de Durham. Fue sucedido por su hijo mayor, Henry. La duquesa viuda murió en enero de 1861.